# Gentianella krauseana
Gentianella krauseana är en gentianaväxtart som först beskrevs av Ernest Friedrich Gilg, och fick sitt nu gällande namn av Fabris, T.N. Ho och S.W. Liu. Gentianella krauseana ingår i släktet gentianellor, och familjen gentianaväxter. Inga underarter finns listade i Catalogue of Life.